# Санта Калкања (Кјети)
Санта Калкања (итал. Santa Calcagna) је насеље у Италији у округу Кјети, региону Абруцо.
Према процени из 2011. у насељу је живело 128 становника. Насеље се налази на надморској висини од 182 м.